# Raymond Mommens
Raymond Mommens (27 de dezembro de 1958) é um ex-futebolista belga que competiu nas Copa do Mundo FIFA de 1982 e 1986.

## Carreira
Ele foi vice-campeão europeu pela seleção de seu país no Campeonato Europeu de Futebol de 1980, sediado na Itália.